# Caeroplastes sorrentinus
Caeroplastes sorrentinus là một loài chân đều trong họ Porcellionidae. Loài này được Verhoeff miêu tả khoa học năm 1918.